# Gioielleria

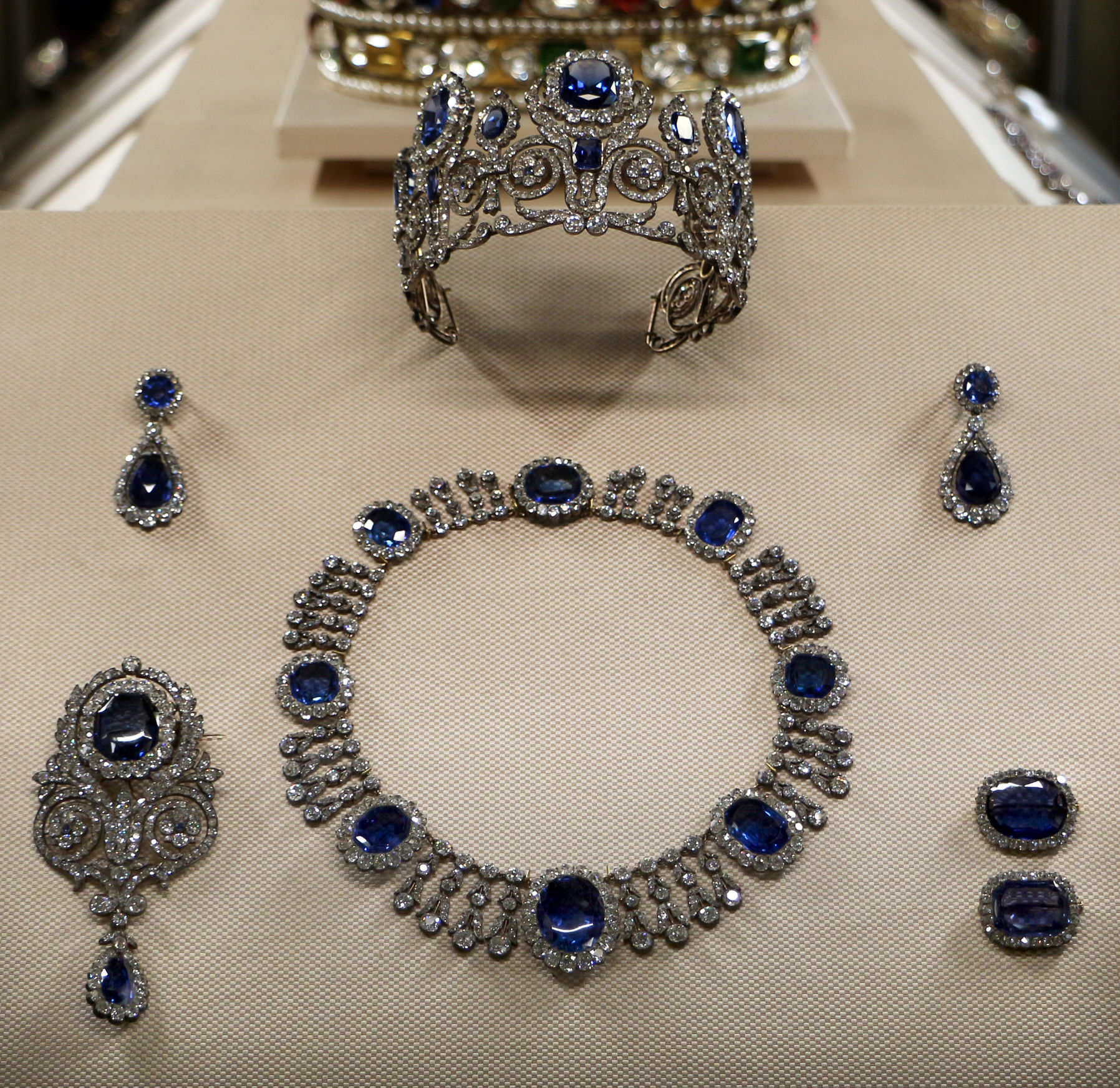
Gioielli francesi del XIX secolo: ornamento della famiglia Borbone-Orléans

Con gioielleria si indica sia l'insieme delle tecniche di lavorazione dei metalli e pietre nobili per ricavarne ornamenti, che gli oggetti ornamentali realizzati in un metallo prezioso, in cui di norma viene incastonata almeno una pietra preziosa. Per molti secoli metalli come l'oro utilizzati in diverse carature da 21, 18, 12, 9 o anche inferiori, spesso combinati con pietre preziose, è stato il normale materiale per i gioielli, ma possono essere utilizzati altri materiali come conchiglie e altri materiali vegetali. 
È uno dei più antichi tipi di manufatti archeologici, con perle di 100 000 anni fatte con conchiglie Nassarius che si ritiene siano i gioielli più antichi conosciuti. Le forme di base dei gioielli variano da una cultura all'altra, ma spesso sono estremamente longeve; nelle culture europee le forme più comuni di gioielleria sopra elencate sono persistite fin dall'antichità, mentre altre forme come gli ornamenti per il naso o la caviglia, importanti in altre culture, sono molto meno comuni.
I gioielli possono essere realizzati con un'ampia gamma di materiali. Pietre preziose e materiali simili come l'ambra e il corallo, metalli preziosi, perle e conchiglie sono stati ampiamente utilizzati e lo smalto è stato spesso importante. Nella maggior parte delle culture i gioielli possono essere intesi come uno status symbol, per le sue proprietà materiali, i suoi modelli o per simboli significativi. I gioielli sono stati realizzati per adornare quasi ogni parte del corpo, dalle forcine per capelli agli anelli dei piedi e persino ai gioielli genitali. Nella cultura europea moderna la quantità indossata dai maschi adulti è relativamente bassa rispetto ad altre culture e ad altri periodi della cultura europea.

## Etimologia
Vengono riportati tra i vari termini latini possibili sia gaudia (gioia), sia jocale, termine generico significante monile, gemma, cosa preziosa.

## Storia

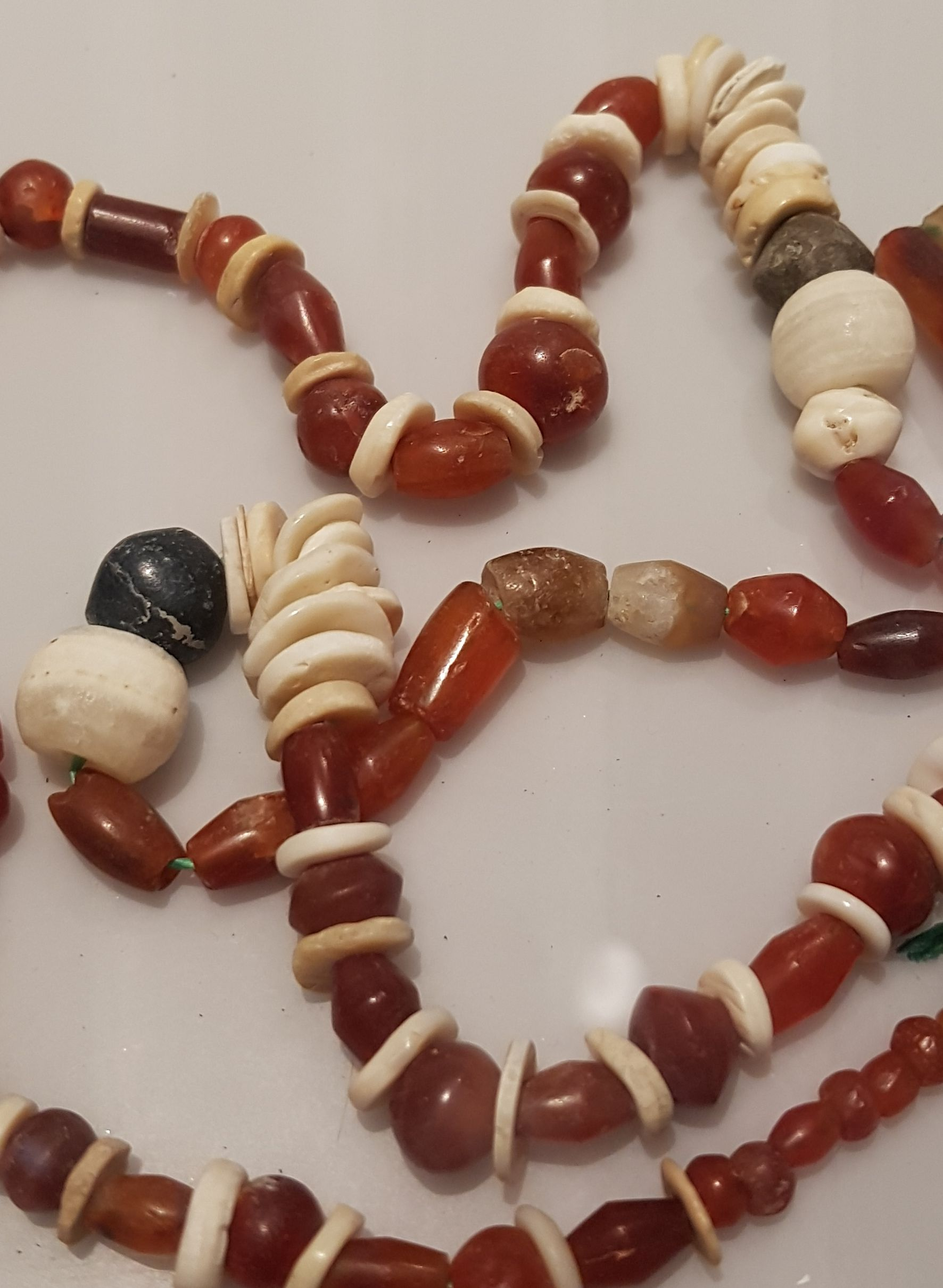
Collana, 2600-1300 a.C., Emirati Arabi Uniti

I primi gioielli conosciuti furono in realtà creati dall'uomo di Neanderthal che viveva in Europa. Nello specifico, nella Cueva de los Aviones, una grotta lungo la costa sud-orientale della Spagna, sono state trovate perle perforate ricavate da piccole conchiglie marine risalenti a 115 000 anni fa. Più tardi in Kenya, a Enkapune Ya Muto, le perline realizzate con gusci d'uovo di struzzo perforati sono state datate a più di 40 000 anni fa. In Russia un braccialetto di pietra e un anello di marmo sono attribuiti a un'epoca simile.
In seguito, i primi esseri umani moderni europei avevano collane e braccialetti grezzi di ossa, denti, bacche e pietre appesi a pezzi di spago o tendini di animali, o pezzi di osso intagliato usati per fissare insieme gli indumenti. In alcuni casi, i gioielli avevano pezzi di conchiglia o madreperla. Un ciondolo inciso decorato in pietra (lo Star Carr Pendant) risalente all'11.000 a.C. circa e ritenuto la più antica testimonianza di arte mesolitica in Gran Bretagna, è stato trovato nel sito di Star Carr nel North Yorkshire nel 2015. Circa settemila anni fa si videro i primi segni di gioielli in rame.
I primi segni della creazione di gioielli affermati nell'antico Egitto risalgono a circa 3000-5000 anni fa. I disegni egizi erano comuni anche nei gioielli fenici. Inoltre, gli antichi disegni turchi trovati nei gioielli persiani suggeriscono che il commercio di tali artifatti tra il Medio Oriente e l'Europa non era raro. Le donne indossavano elaborati pezzi d'oro e d'argento che venivano usati nelle cerimonie.
I Greci iniziarono a usare l'oro e le gemme in gioielleria nel 1600 a.C., sebbene in passato fossero ampiamente prodotte perle a forma di conchiglie e animali. Intorno al 1500 a.C., le principali tecniche di lavorazione dell'oro in Grecia includevano la fusione, la torsione delle barre e la filigrana.
Uomini e donne romani indossavano anelli con una gemma incisa che veniva usata con la cera per sigillare i documenti, una pratica che continuò fino al Medioevo, quando re e nobili usavano lo stesso metodo. Dopo la caduta dell'Impero romano, i modelli di gioielli furono assorbiti dai paesi e dalle tribù vicine.
L'Europa post-romana ha continuato a sviluppare abilità nella creazione di gioielli. I Celti ei Merovingi in particolare sono noti per i loro gioielli, che in termini di qualità eguagliavano o superavano quelli dell'Impero bizantino. Chiusure per abiti, amuleti e, in misura minore, anelli con sigillo, sono i manufatti più comuni noti in epoca attuale. Un esempio celtico particolarmente significativo è la Fibula di Tara.
Il Rinascimento e l'epoca delle esplorazioni hanno avuto entrambi avuto un impatto significativo sullo sviluppo della gioielleria in Europa. Grandi pietre erano spesso incastonate su anelli smaltati.
A partire dalla fine del XVIII secolo, il Romanticismo ha avuto un profondo impatto sullo sviluppo della gioielleria occidentale. Una categoria unica per questo periodo e del tutto appropriata alla filosofia del romanticismo era la gioielleria da lutto. Ha avuto origine in Inghilterra, dove la regina Vittoria è stata spesso vista indossare gioielli in giaietto dopo la morte del principe Alberto, permettendo di continuare a indossare gioielli mentre si esprimeva uno stato di lutto per la morte di una persona cara. 
I cinesi usavano l'argento nei loro gioielli più dell'oro. Le piume blu del martin pescatore erano legate ai primi gioielli cinesi e in seguito le gemme blu e il vetro furono incorporati nei disegni. Tuttavia, la giada era preferita a qualsiasi altra pietra. I cinesi veneravano la giada per le qualità umane che le assegnavano, come la sua durezza, durata e bellezza. I primi pezzi di giada erano molto semplici, ma con il passare del tempo si sono evoluti design più complessi. Gli anelli di giada tra il IV e il VII secolo a.C. mostrano prove di essere stati lavorati con una fresatrice composta, centinaia di anni prima della prima menzione di tali apparecchiature in occidente. I cinesi spesso mettevano i loro gioielli nelle loro tombe. La maggior parte delle tombe cinesi trovate dagli archeologi contengono gioielli decorativi.
Un'altra antica civiltà americana con esperienza nella creazione di gioielli furono i Maya. Al culmine della loro civiltà, i Maya realizzavano gioielli di giada, oro, argento, bronzo e rame. I disegni Maya erano simili a quelli degli Aztechi, con acconciature e gioielli sontuosi. I Maya commerciavano anche in gemme preziose. Tuttavia, in passato, i Maya avevano scarso accesso al metallo, quindi realizzavano la maggior parte dei loro gioielli in osso o pietra. Mercanti e nobiltà erano gli unici che indossavano gioielli preziosi nella regione Maya, più o meno come gli Aztechi.

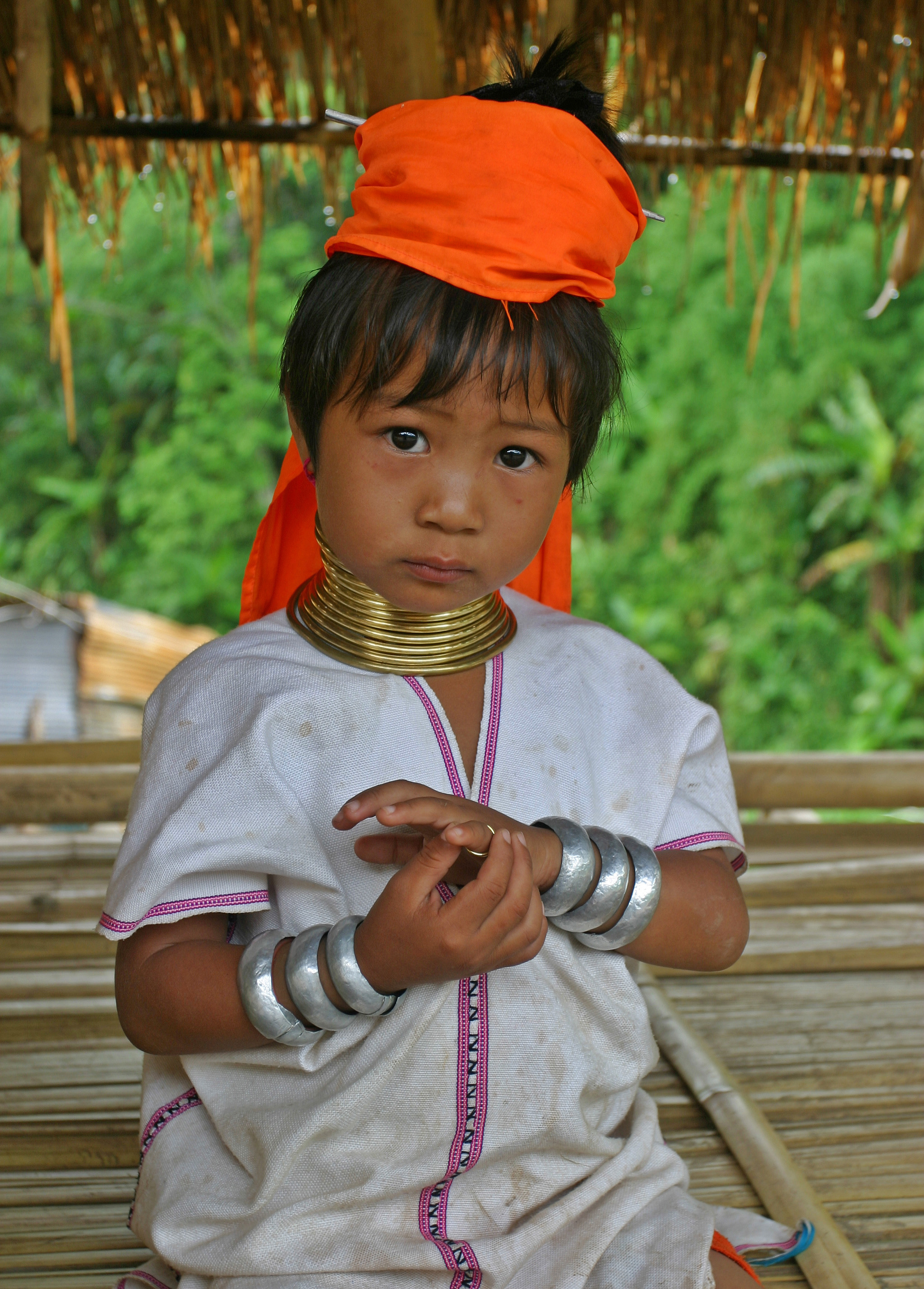
Una ragazza Padaung nel nord della Thailandia

### Epoca moderna
La fine del XX secolo ha visto la fusione del design europeo con tecniche orientali come il Mokume-gane, una procedura giapponese di lavorazione dei metalli che produce un laminato di metallo misto con motivi a strati distintivi, così come il laminato stesso. Mokume-gane si traduce in "metallo venato del legno" o "metallo occhio di legno" e descrive il modo in cui il metallo assume l'aspetto della venatura del legno naturale.
Le donne Padaung in Myanmar si mettono grandi anelli d'oro intorno al collo. A partire dall'età di cinque anni, le ragazze vengono presentate al loro primo anello al collo. Nel corso degli anni vengono aggiunti più anelli. Oltre agli oltre venti libbre di anelli sul collo, una donna indosserà altrettanti anelli sui polpacci. Nella loro estensione, alcuni colli modificati in questo modo possono raggiungere una lunghezza di 10–15 pollici (25–38 cm). La pratica ha un impatto sulla salute e negli ultimi anni è passata da norma culturale a curiosità turistica. Le tribù legate ai Padaung, così come altre culture in tutto il mondo, usano gioielli per allungare i lobi delle orecchie o allargare i piercing alle orecchie. Nelle Americhe, i labret sono stati indossati da prima del primo contatto tra Popoli Innu e Prime Nazioni della costa nord-occidentale.

## Forma e funzione

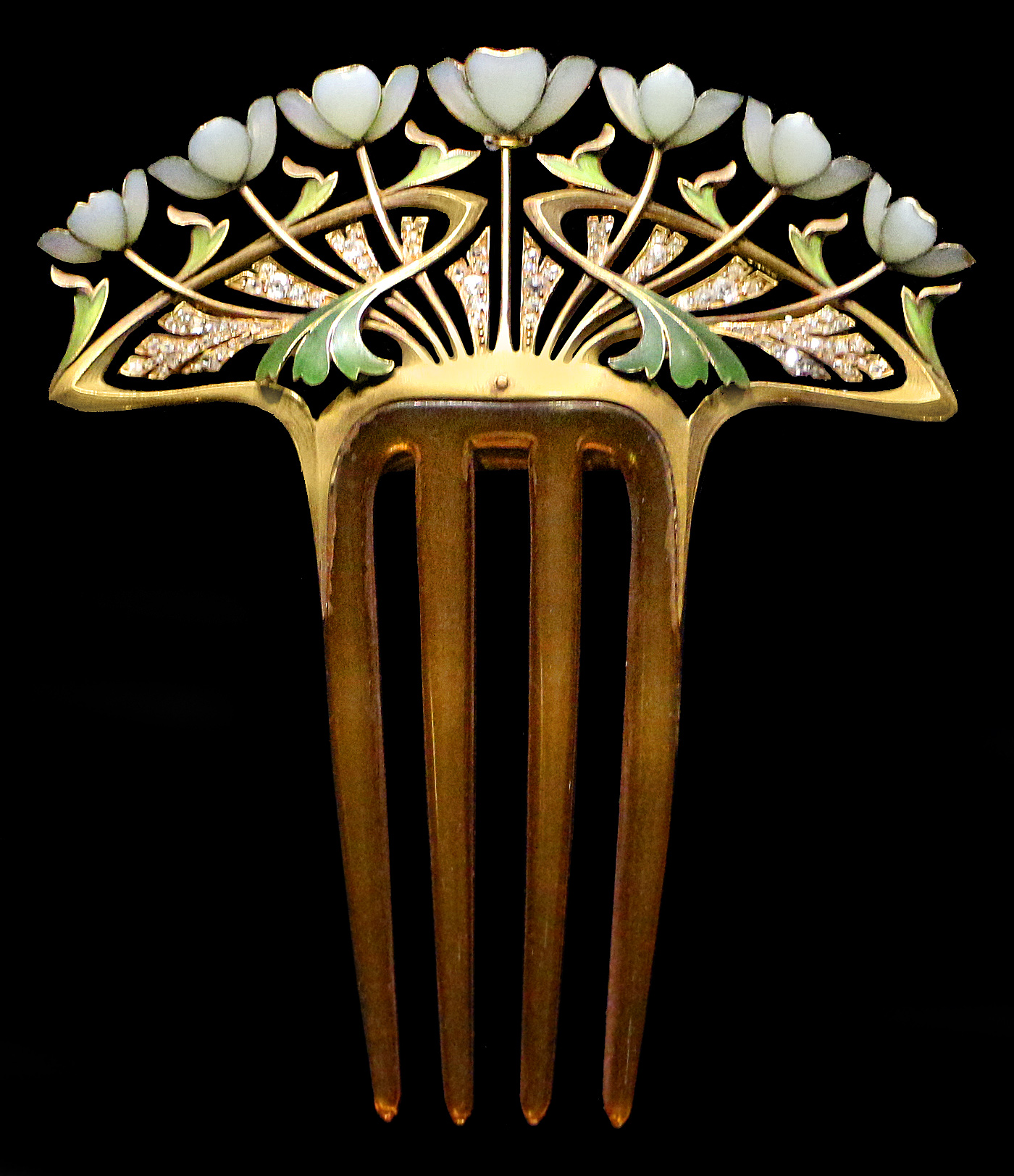
Ornamento per capelli, capolavoro dell'Art Nouveau; di René Lalique

Gli esseri umani hanno usato gioielli per una serie di motivi diversi:
- funzionale, generalmente per fissare indumenti o capelli
- come indicatore di status sociale e personale, come con una fede nuziale
- come significante di una qualche forma di affiliazione, sia etnica, religiosa o sociale
- per fornire protezione talismanica (sotto forma di amuleti[20])
- come mostra artistica
- come portatore o simbolo di significato personale, come amore, lutto, pietra miliare personale o anche fortuna
- superstizione[21]

Molte culture ad un certo punto ha avuto l'abitudine di conservare grandi quantità di ricchezza sotto forma di gioielli. Numerose culture conservano le doti nuziali sotto forma di gioielli o creano gioielli come mezzo per conservare o mostrare monete. In alternativa, sono stati usati gioielli come valuta o bene commerciale; un esempio è l'uso di perline schiave.
Molti articoli di gioielleria, come spille e fibbie, sono nati come oggetti puramente funzionali, ma si sono evoluti in oggetti decorativi man mano che le loro esigenze funzionali diminuivano.
I gioielli possono simboleggiare l'appartenenza a un gruppo (come nel caso del crocifisso cristiano o della stella di Davide ebraica) o uno status (come nel caso delle catene di incarichi o della pratica occidentale delle persone sposate che indossano fedi nuziali).
Indossare amuleti e medaglie devozionali per fornire protezione o per scongiurare il male è comune in alcune culture. Queste possono assumere la forma di simboli (come ad esempio l'ankh), pietre, piante, animali, parti del corpo (come il Khamsa), o glifi (come ad esempio le versioni stilizzate del Trono Verse in arte islamica).

## Materiali e metodi

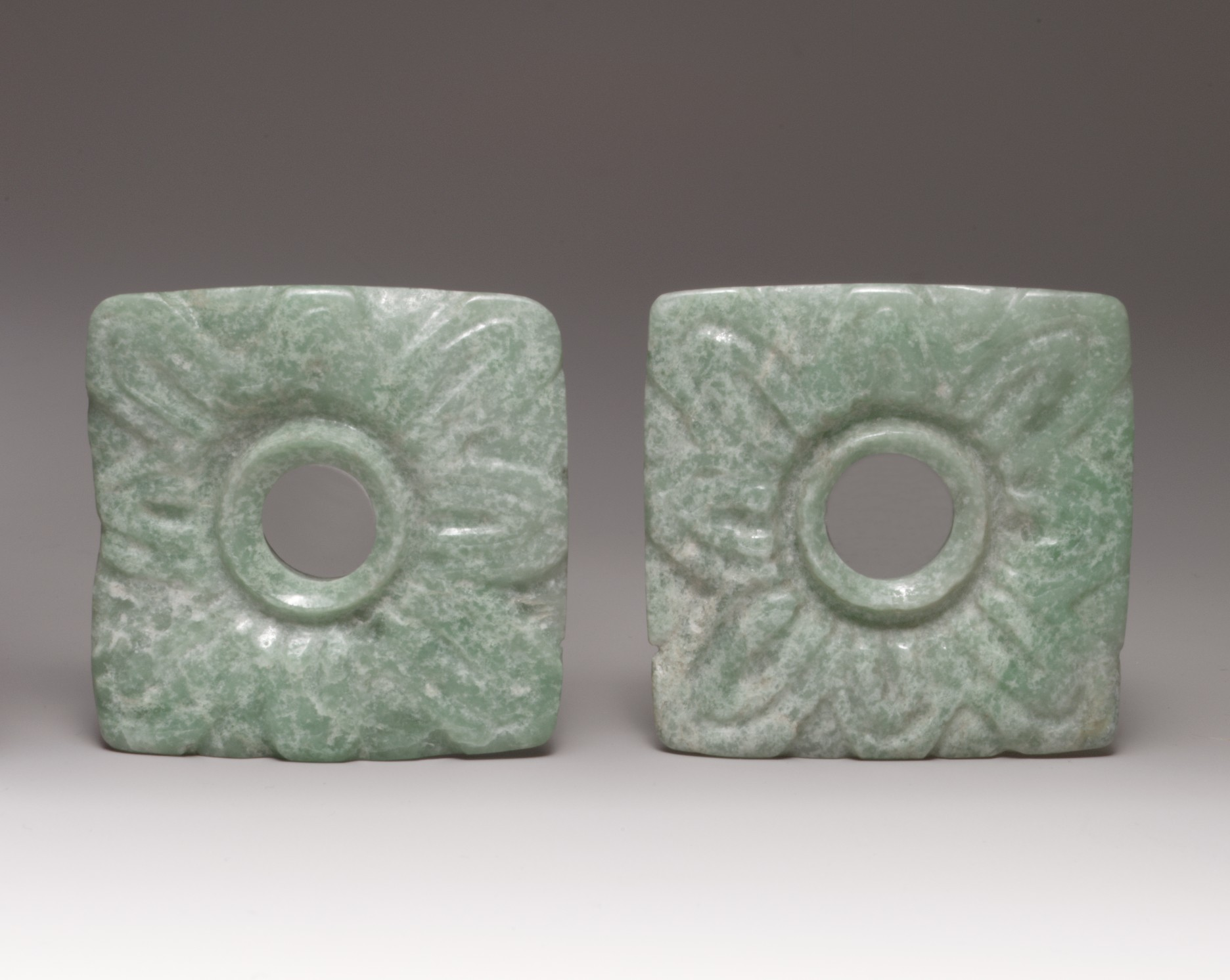
Ornamenti Maya di giada, III-VI secolo

Nella creazione di gioielli, vengono spesso utilizzate pietre preziose, monete o altri oggetti preziosi, che sono tipicamente incastonati in metalli preziosi. Le leghe di platino vanno da 900 (puro al 90%) a 950 (puro al 95,0%). L'argento utilizzato nella gioielleria è solitamente argento sterling o argento fino al 92,5%. In bigiotteria, viene utilizzato l'acciaio inox.
Altri materiali comunemente usati includono il vetro, come il vetro fuso o lo smalto; legno, spesso intagliato o tornito; conchiglie e altre sostanze animali naturali come ossa e avorio; argilla naturale; argilla polimerica; la canapa e altri spaghi sono stati utilizzati anche per creare gioielli che hanno un aspetto più naturale. Tuttavia, qualsiasi inclusione di piombo o lega di piombo darà a un ufficio di analisi britannico (l'ente che conferisce ai gioielli britannici il suo timbro di approvazione, il marchio di garanzia) il diritto di distruggere il pezzo, tuttavia è molto raro che l'ufficio di analisi lo faccia.
Le perle sono spesso utilizzate in gioielleria. Questi possono essere fatti di vetro, pietre preziose, metallo, legno, conchiglie, argilla e argilla polimerica. I gioielli con perline comprendono comunemente collane, braccialetti, orecchini, cinture e anelli. Le perle possono essere grandi o piccole; il tipo più piccolo di perle utilizzate sono conosciute come perline di semi, queste sono le perle utilizzate per lo stile "tessuto" dei gioielli con perline. Le perline vengono utilizzate anche in una tecnica di ricamo in cui vengono cucite su supporti in tessuto per creare ampi colletti e braccialetti di perline. Il ricamo di perline, un tipo popolare di lavoro manuale durante l'era vittoriana, sta godendo di una rinascita nella moderna creazione di gioielli. La perline, o perline, è anche molto popolare in molte culture africane e indigene del Nord America.
Argentieri, orafi e lapidari utilizzano metodi che includono forgiatura, fusione, saldatura, taglio, intaglio e "giunzione a freddo" (utilizzando adesivi, graffette e rivetti per assemblare le parti).

### Diamanti

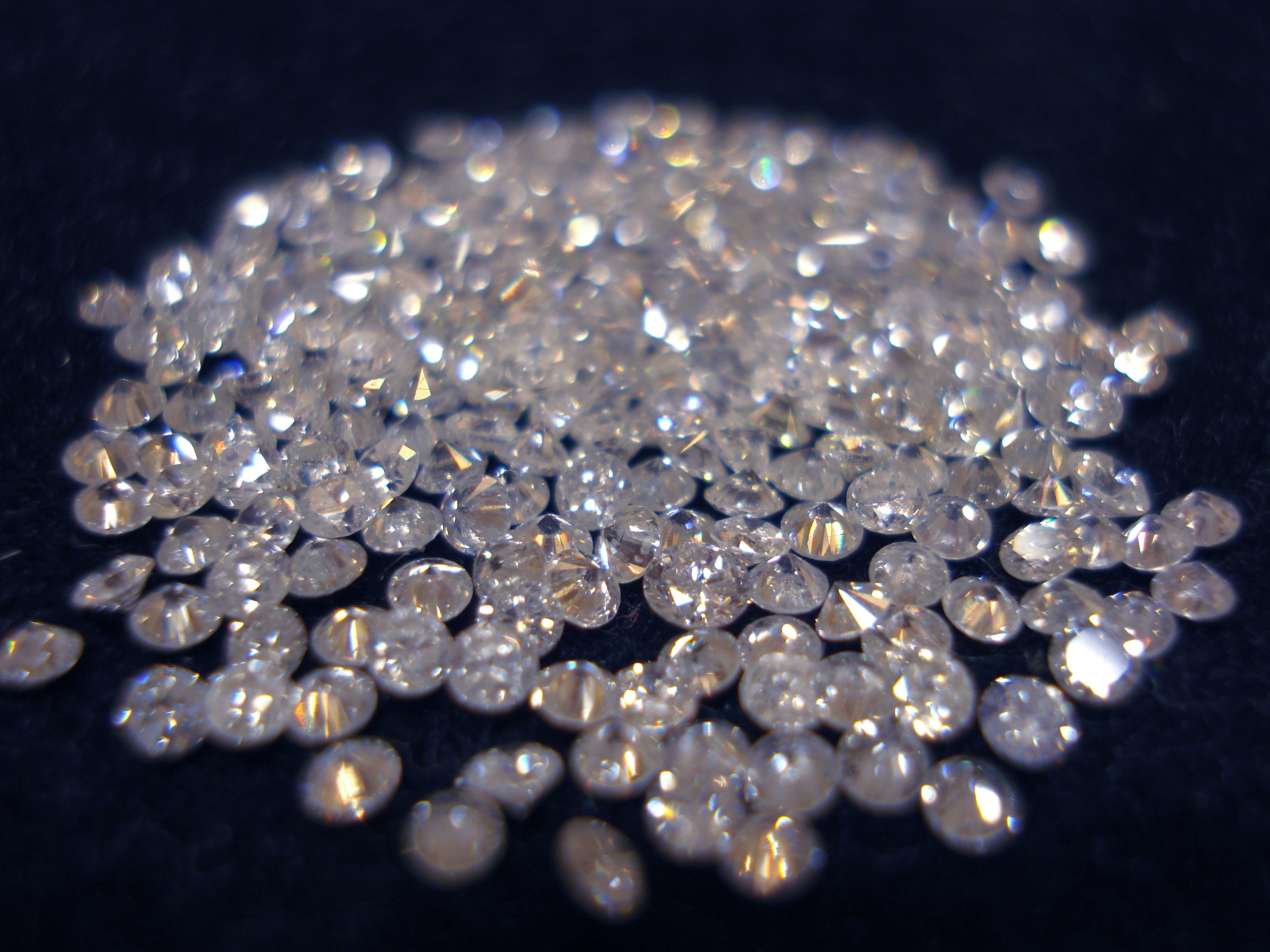
Diamanti

I diamanti furono estratti per la prima volta in India. Plinio potrebbe averli menzionati, sebbene ci sia qualche dibattito sull'esatta natura della pietra a cui si riferiva come Adamas. Nel 2005, l'Australia, il Botswana, la Russia e il Canada si sono classificati tra le principali fonti di produzione di pietre preziose e diamanti. Ci sono conseguenze negative del commercio di diamanti in alcune aree. I diamanti estratti durante le recenti guerre civili in Angola, Costa d'Avorio, Sierra Leone e altre nazioni sono stati etichettati come diamanti insanguinati quando vengono estratti in una zona di guerra e venduti per finanziare un'insurrezione.
I gioielli della corona britannica contengono il diamante Cullinan, parte del più grande diamante grezzo di qualità gemma mai trovato (1905), a 3 106,75 carati (621,35 g).
Ora popolare negli anelli di fidanzamento, questo uso risale al matrimonio di Massimiliano I con Maria di Borgogna nel 1477.
Uno stile popolare è il diamante solitario, che presenta un unico grande diamante montato in modo prominente. All'interno del solitario, ci sono tre categorie in cui un anello può essere classificato in: rebbio, castone e regolazione della tensione.

## Impatto sulla società
I gioielli erano usati per indicare lo status. Nell'antica Roma, gli anelli potevano essere indossati solo da determinati ranghi, e in seguito le leggi sul lusso stabilirono chi e che tipo di gioielli potevano essere indossati. Questo era basato anche sul rango dei cittadini dell'epoca. 
Anche le prescrizioni culturali hanno giocato un ruolo significativo. Ad esempio, indossare orecchini da parte degli uomini occidentali era considerato effeminato nel XIX secolo e all'inizio del XX secolo. Più recentemente, l'esibizione di gioielli per il corpo come i piercing è diventata un segno di accettazione o è vista come un segno di coraggio in alcuni gruppi, ma è completamente rifiutata da altri. Allo stesso modo, la cultura hip-hop ha reso popolare il termine gergale bling-bling, che si riferisce all'ostentazione di gioielli da parte di uomini o donne.
All'inizio del XX secolo l'industria della gioielleria ha lanciato una campagna per promuovere gli anelli di fidanzamento da uomo che hanno guadagnato popolarità e gli anelli di fidanzamento da uomo che non l'hanno avuta, arrivando a creare un falso storico e a sostenere che la pratica aveva radici medievali. A metà degli anni '40, l'85% dei matrimoni statunitensi era accompagnato da una cerimonia a doppio anello, rispetto al 15% degli anni '20.
Alcune religioni hanno regole o tradizioni specifiche per quanto riguarda i gioielli (o addirittura li vietano), e molte religioni hanno editti contro l'esposizione eccessiva. L'Islam, ad esempio, considera haram l'indossare l'oro da parte degli uomini. La maggior parte dei gioielli islamici erano la dote della sposa e tradizionalmente non venivano tramandati di generazione in generazione; invece, dopo la morte della donna, venivano venduti nel bazar e riciclati o venduti ai passanti. I gioielli islamici precedenti al XIX secolo sono quindi estremamente rari.

## Galleria d'immagini

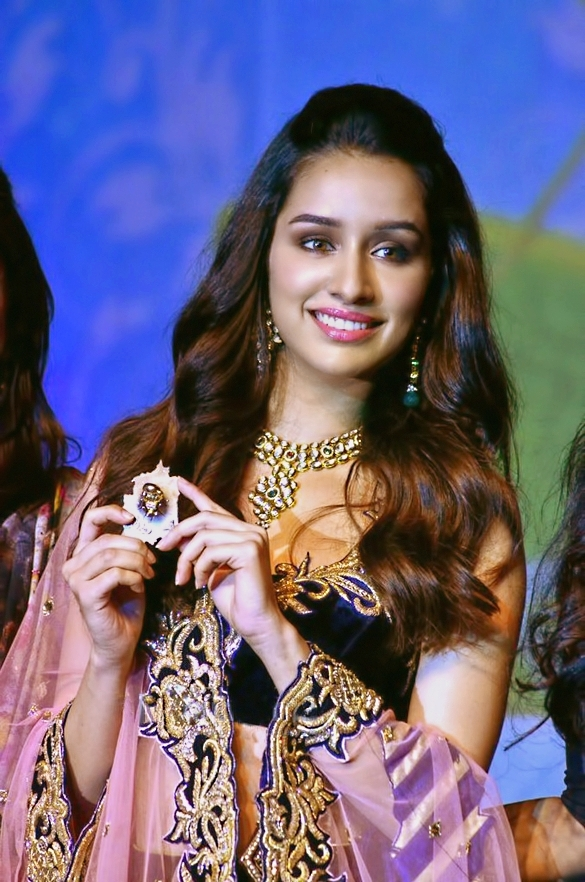
L'attrice indiana Shraddha Kapoor presenta gioielli moderni in stile indiano
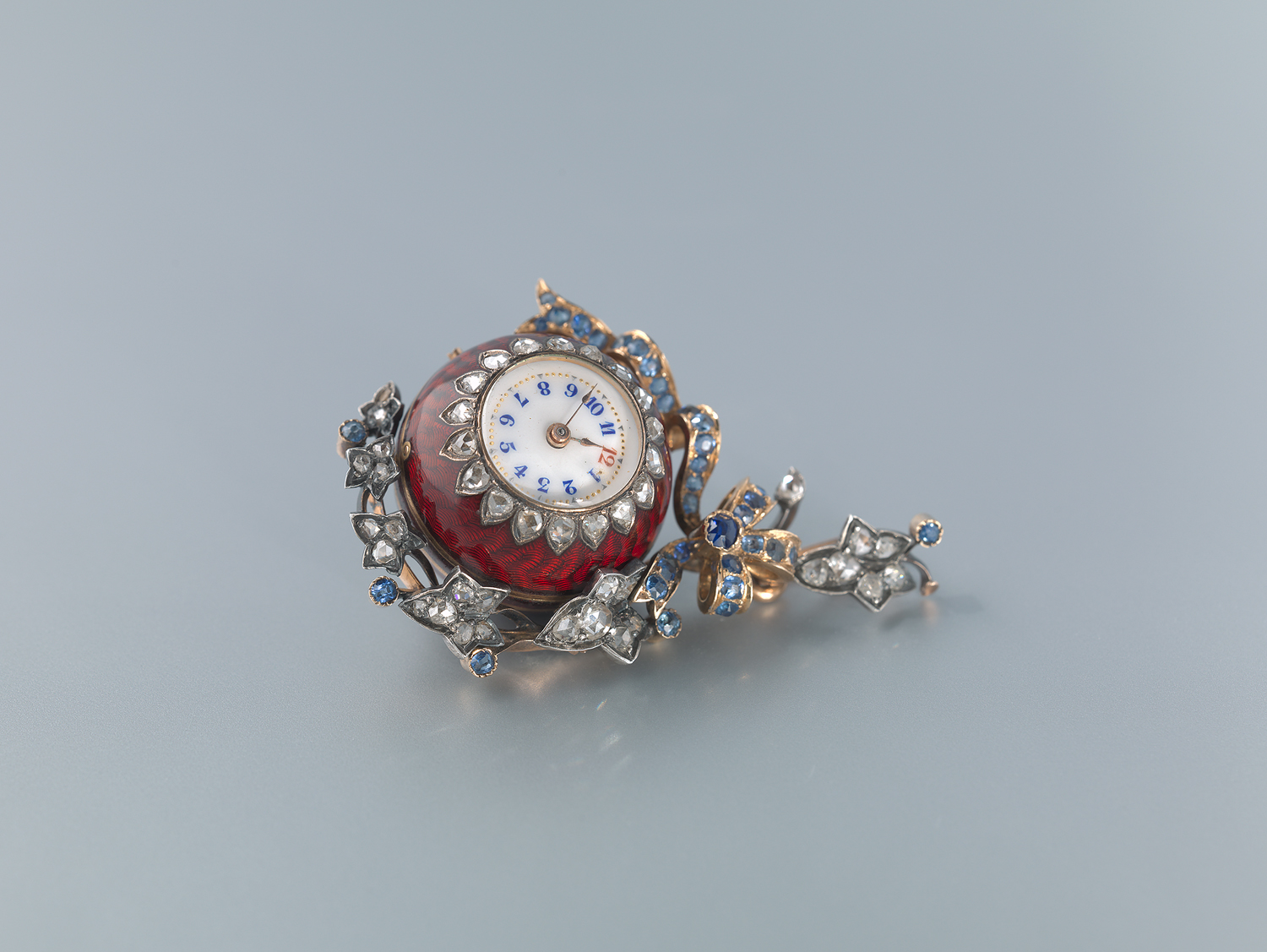
Uno smalto guilloché rosso oro, diamanti e zaffiri "Boule de Genève", un tipo di orologio a ciondolo usato come accessorio per le donne.
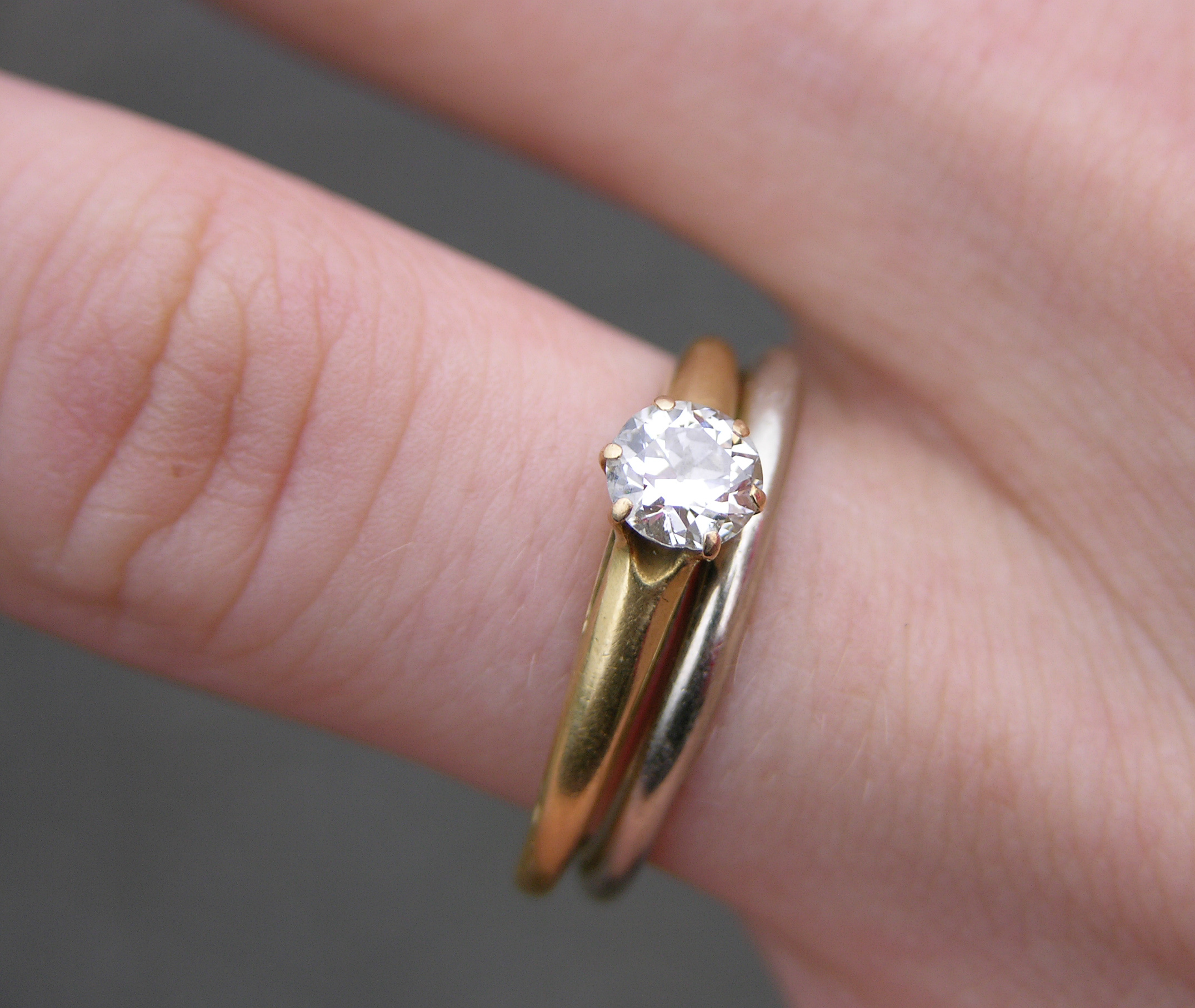
Un anello di fidanzamento con diamante
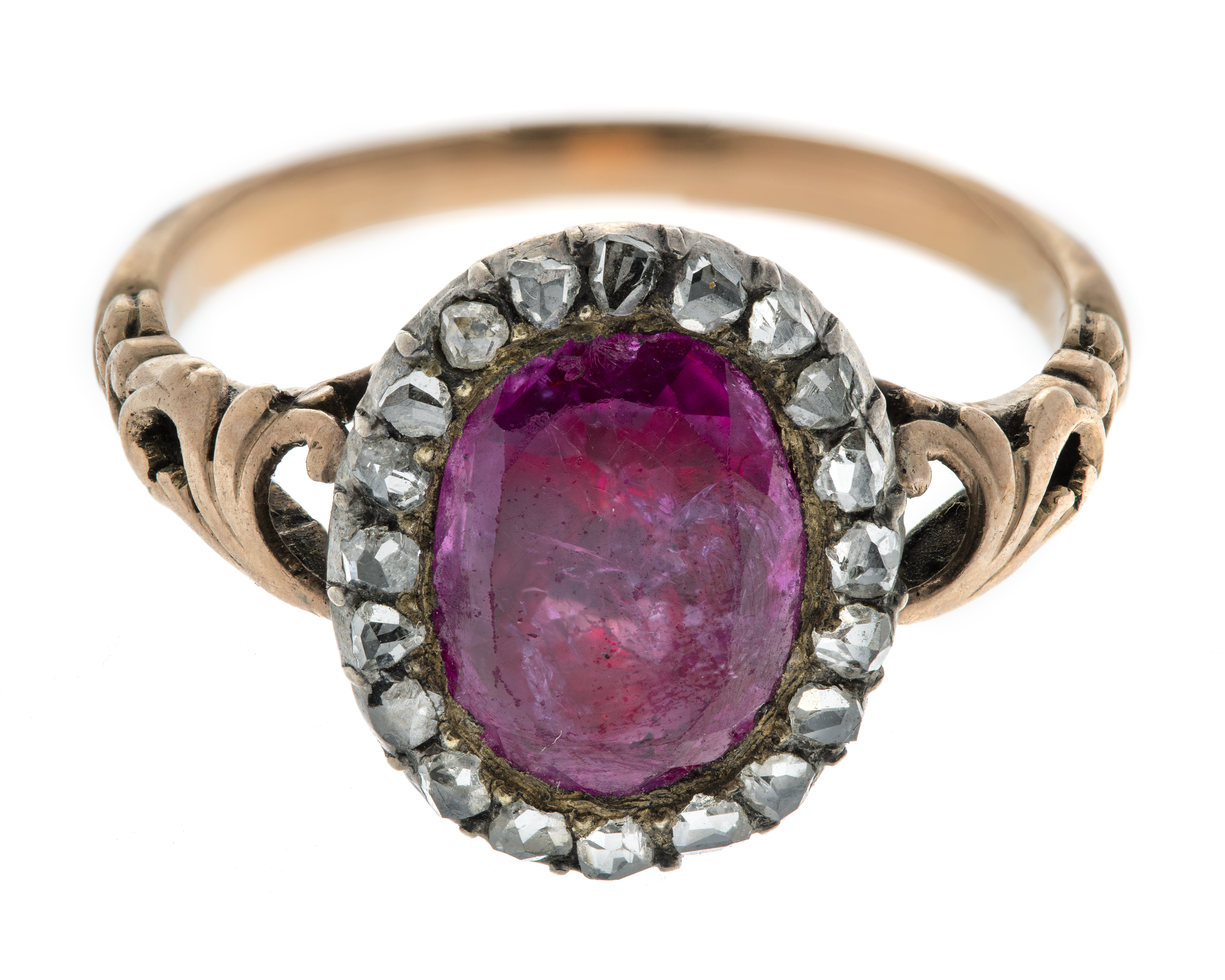
Anello con rubino
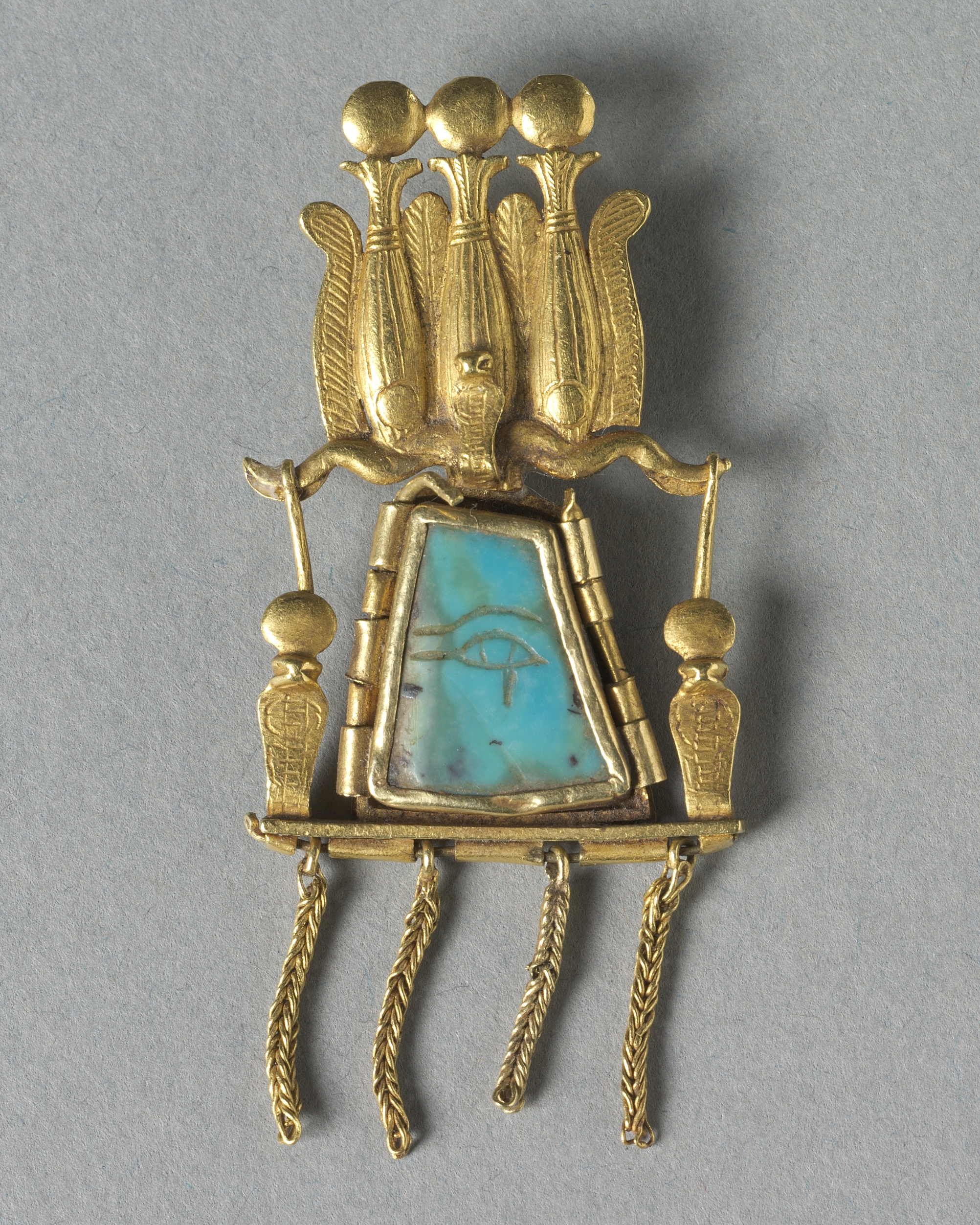
Ciondolo simile per stile e lavorazione ai gioielli trovati nelle tombe reali delle Dinastie 21 e 22 a Tanis, nel delta del Nilo.
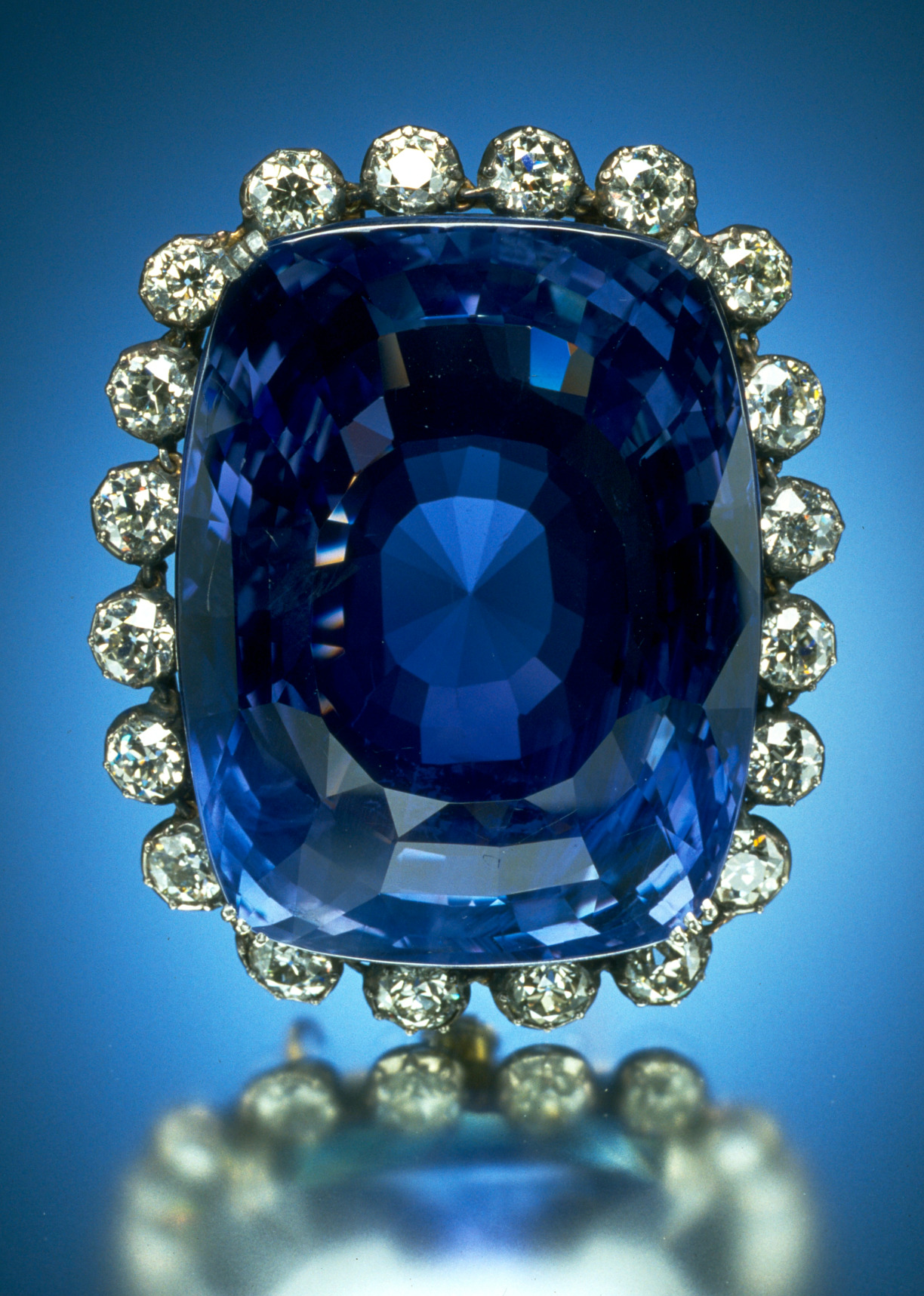
Gioiello con zaffiro
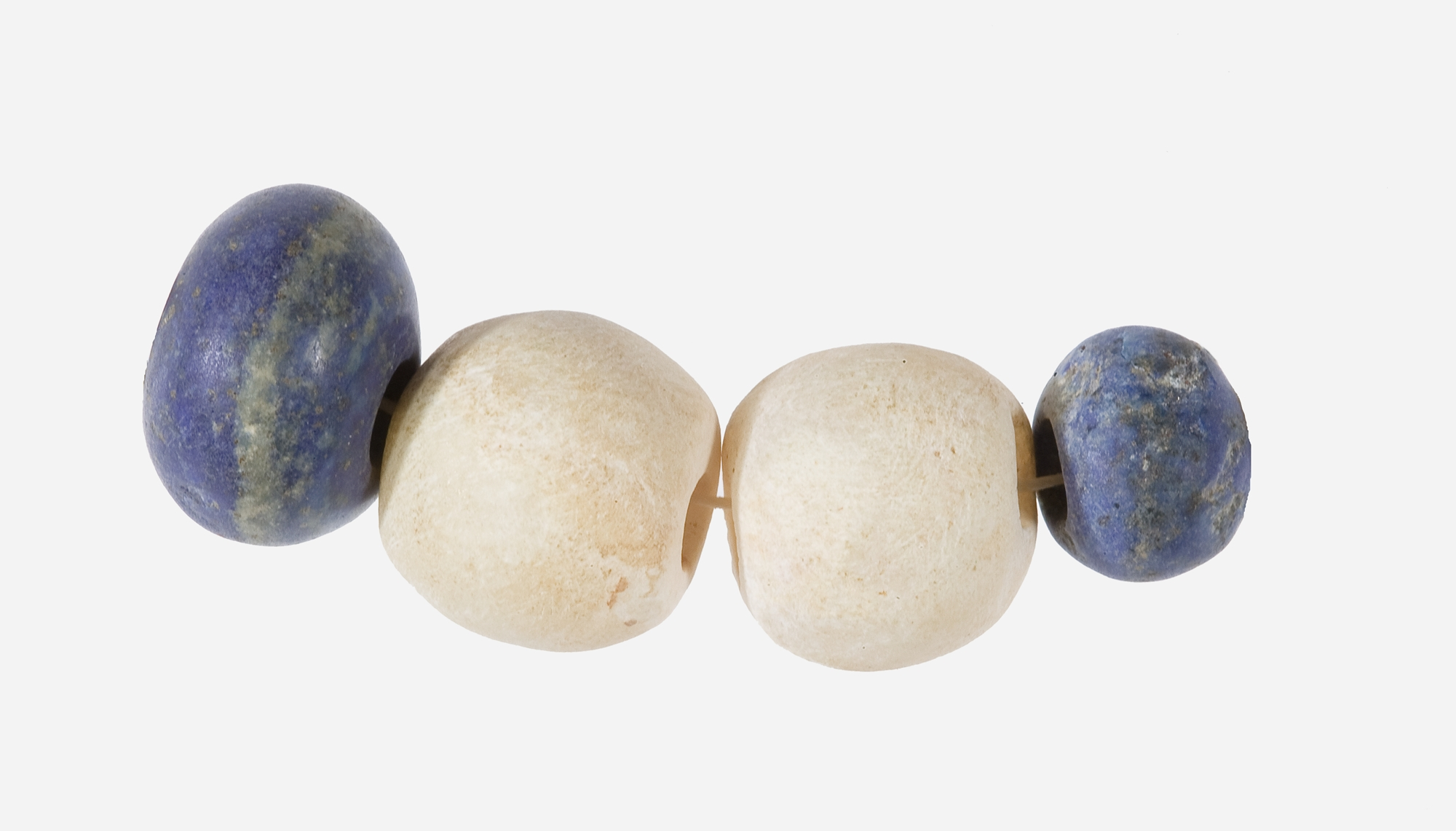
Filo di perle del 3650-3100 a.C.
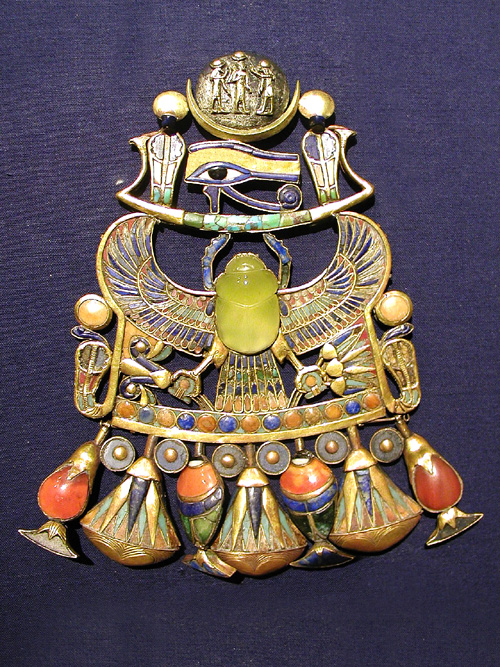
Gioielli per il petto di Tutankhamon, 1336–1327 a.C.